# Dair Mar Musa al-Habaschi

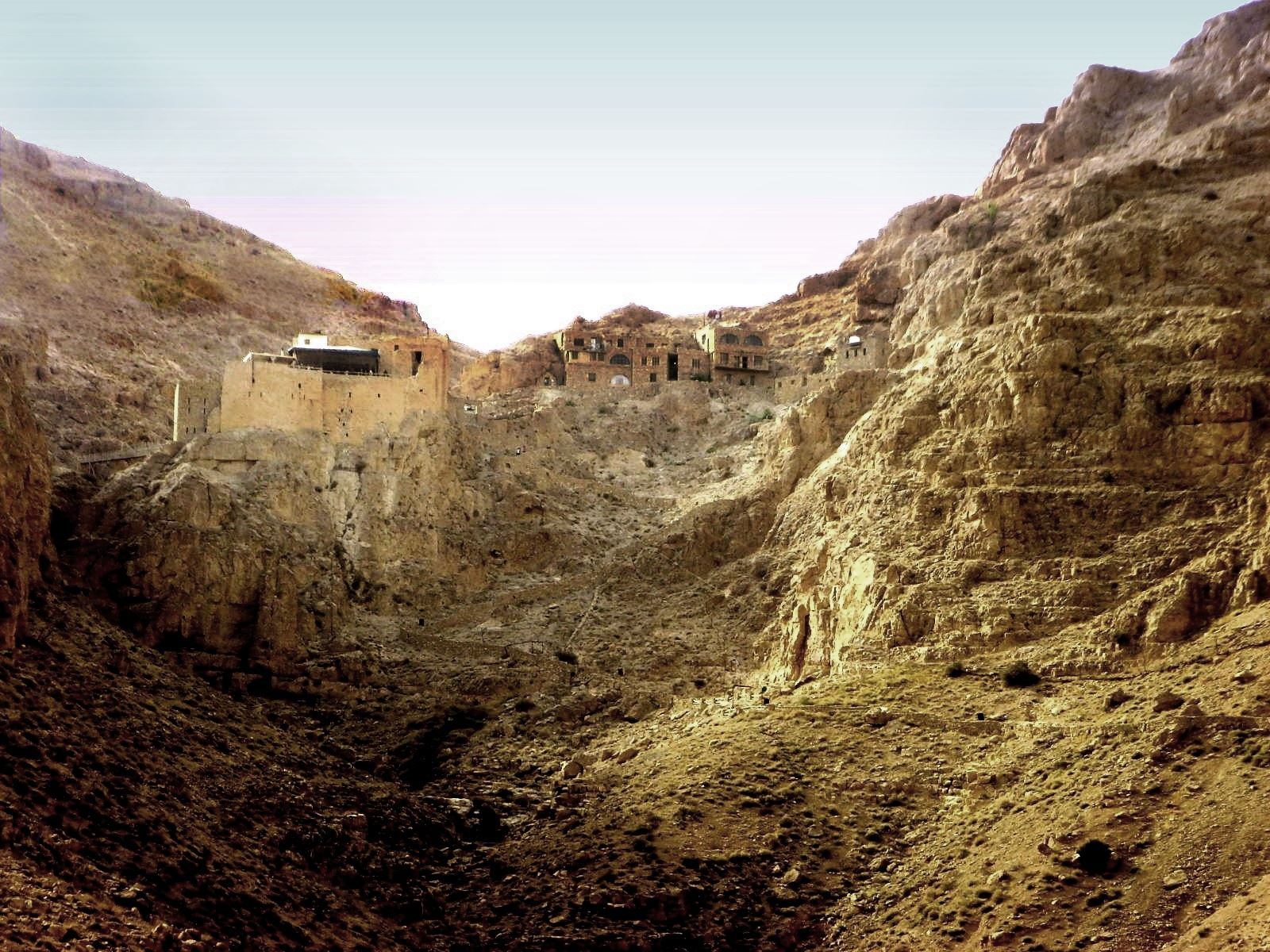
Das Kloster (links) vom Zuweg im Tal aus gesehen. Rechts das Schlafgebäude der Männer.

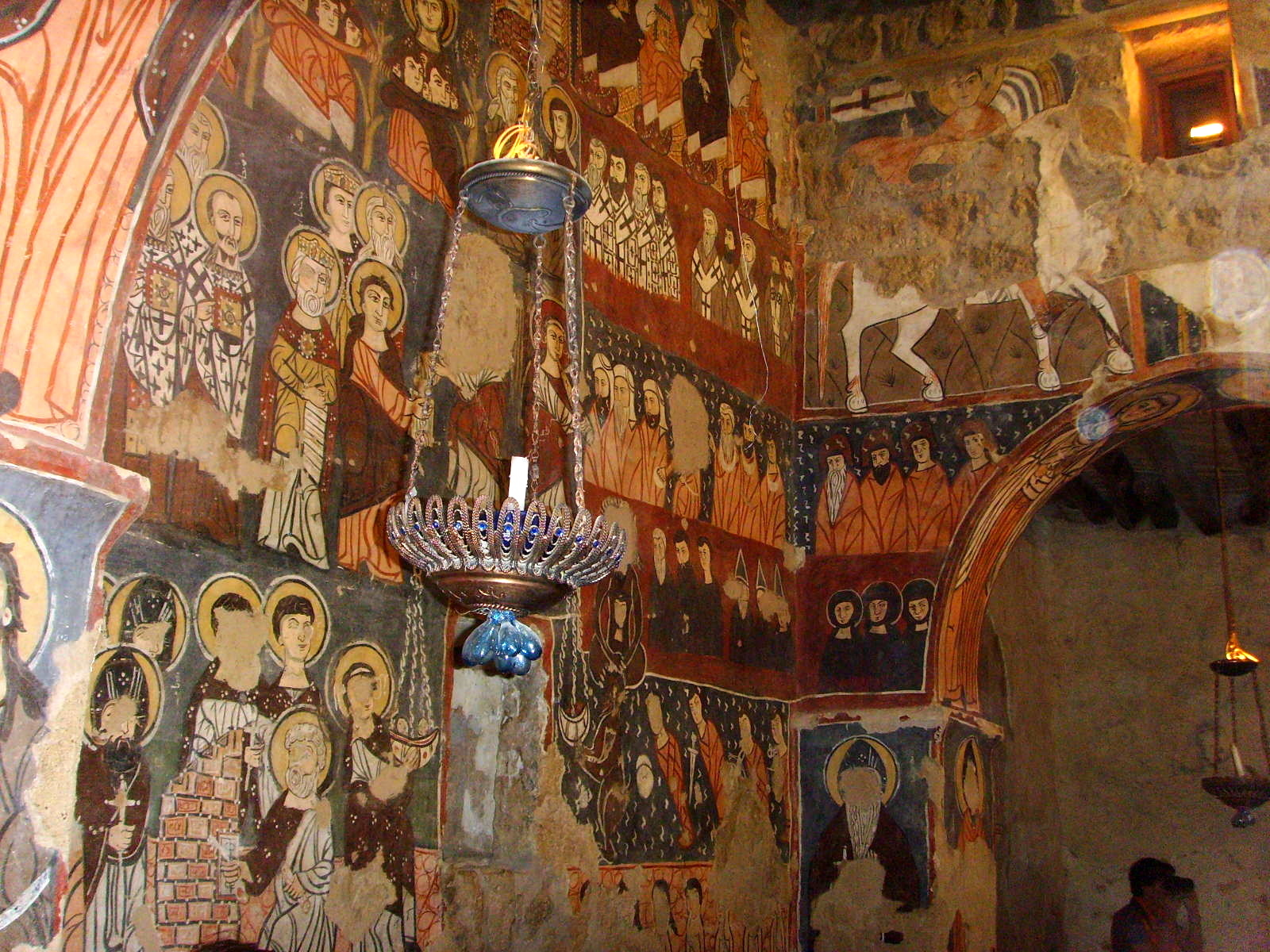
Restaurierte Fresken in der Klosterkirche

Das christliche Kloster Dair Mār Mūsā al-Habaschi (arabisch دير مار موسى الحبشي, DMG Dair Mār Mūsā al-Ḥabašī ‚Kloster des heiligen Mose von Abessinien‘) erhebt sich auf einem Felsvorsprung in einem schmalen Wadi am Abhang des Antilibanon-Gebirges in Syrien. Es steht an der Stelle und auf den Grundmauern eines noch von den Römern errichteten Wachturmes. Nach langem Leerstand wurde es Ende des 20. Jahrhunderts als Ort des Dialogs zwischen den Konfessionen und Religionen wiederbelebt. Abt des Konventes ist Jihad Youssef.

## Vorgeschichte
Der Name des Klosters geht auf einen abessinischen Fürstensohnes namens Moses zurück, der sich hier vor ca. 1500 Jahren in eine der kleinen Höhlen seitlich der Erosionsrinne zurückzog, um ein asketisches Leben zu führen. In der Folge versammelte sich hier über Jahrhunderte eine kleine Gruppe frommer Männer, um in der Abgeschiedenheit der Berglandschaft nahe an-Nebek (etwa 80 km nördlich von Damaskus) in den mönchischen Grundtugenden Gott zu suchen. Die erste urkundliche Erwähnung eines Klosters findet sich im Jahre 586.
Die Ruine der kleinen römischen Grenzbefestigung wurde dabei zu einer kleinen Basilika ausgebaut und war lange Zeit das einzige Gebäude des Klosters; gewohnt wurde in den umliegenden Höhlen. Im 11. und 12. Jahrhundert erlebte das Kloster einen starken Aufschwung. Die Kirche wurde wiederholt mit Fresken versehen und das Kloster insgesamt ausgebaut und befestigt. Im 17. Jahrhundert schließlich riss unter der muslimischen Herrschaft des Gebietes der immer kleine Strom der Gottsucher ab und das Kloster ging unter.

## Wiederbelebung

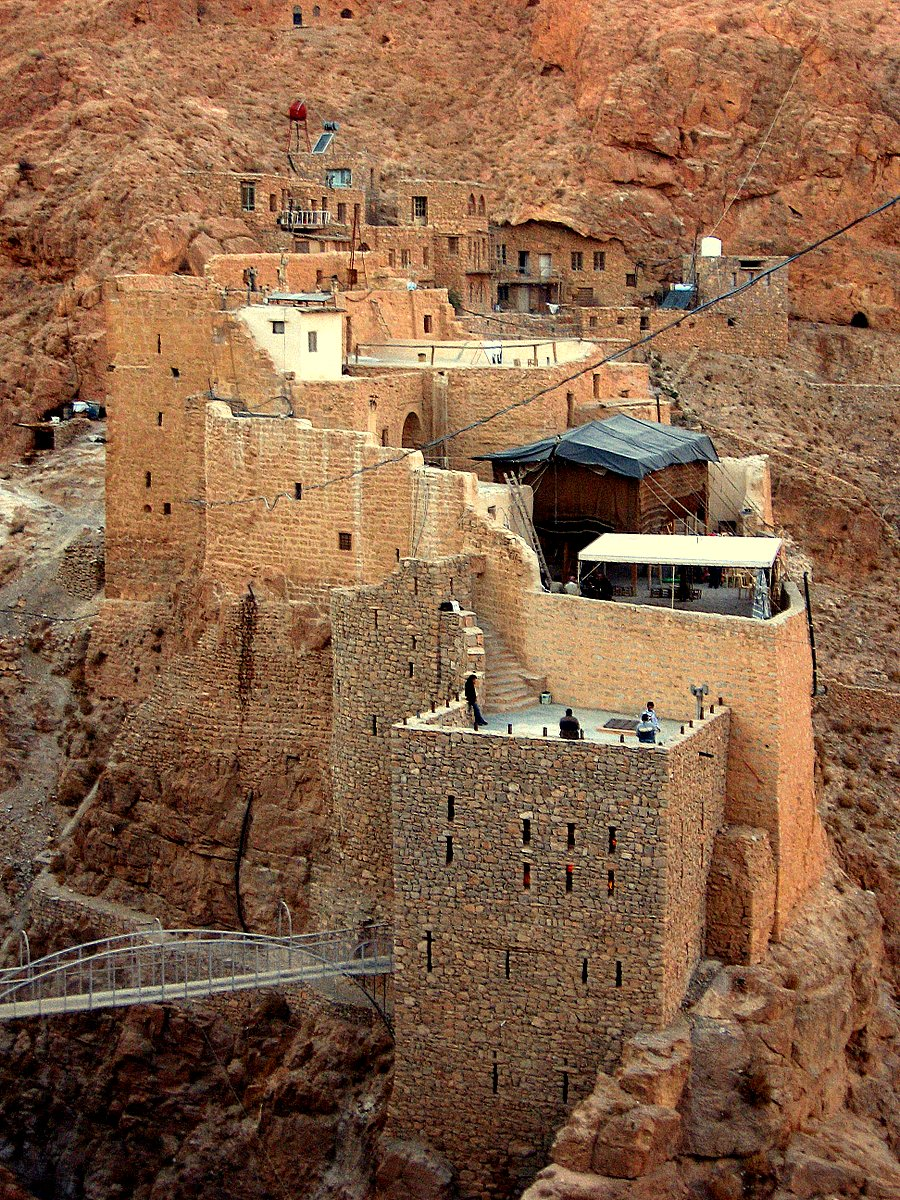
Zentraler Gebäudeteil

1982 kam der Jesuitenpater Paolo Dall’Oglio aus Italien nach Syrien. Er wandte sich ab von christlichen Machtansprüchen und suchte im Ursprungsland christlicher Askese seine Berufung und den Dialog. Ab 1984 begann er das verfallene Kloster wieder aufzubauen. Zunächst nur unterstützt von Freiwilligen der Gegend und einzelnen Europäern. Es bildete sich eine informelle Lebens- und Arbeitsgemeinschaft unter seiner Führung.
Die historischen Gebäude waren bald als Unterkunft zu klein. Zunächst wurde in kurzer Entfernung dazu unter Nutzung natürlicher Höhlen eine heute als Dair el-Huqab bezeichnete Unterkunft für die männlichen Mönche und die Ziegen des Klosters errichtet. Immer noch nicht ganz vollendet ist die seit 1998 begonnene Frauenunterkunft Dair el-Hayek, mit Gästequartieren und Seminarräumen. Die ehemalige Garage mit Generatorraum, die im Tal unterhalb des Klosters stand, wurde inzwischen erweitert und beherbergt nun auch unter anderem den Ziegenstall und einen Raum, um dort Messen lesen zu können.
Seit 1991 wurde aus der informellen Gemeinschaft eine anerkannte Klostergemeinschaft unter der Schirmherrschaft der Syrisch-Katholischen Kirche.
Die mönchischen Grundtugenden „Gebet“ (arabisch: Salat) und Arbeit ('Amal) wurden von Pater Paolo erweitert um die arabischen Elemente der Gastfreundschaft (Dayafa) und des Dialogs (Hiwar).
Die Gemeinschaft hat nur sieben feste Mitglieder (2008) und steht heute Frauen (2) und Männern (5) offen, daneben sind immer Freiwillige anwesend, die für einige Wochen, aber zum Teil auch monate- oder jahrelang, das Leben der Brüder und Schwestern teilen.
Besonderer Schwerpunkt der Arbeit ist die Ökumene, bedingt durch die Situation in Syrien vor allem von katholischen und orthodoxen Christen, und der Dialog von Christentum und Islam. Zu diesem Zweck unterhält das Kloster eine kleine Bibliothek mit diesen Schwerpunkten.
Außerdem hat sich das Kloster, ausgehend von den Bemühungen des Klosters sich selbst mit Nahrungsmitteln zu versorgen, zu einem Zentrum für ökologischen Landbau unter den Bedingungen einer Halbwüste entwickelt. In der Umgebung wurde auch ein Nationalpark eingerichtet, an dessen touristischer Erschließung das Kloster ebenfalls beteiligt ist, trotzdem ist das Kloster auf Zuwendungen von außen angewiesen.
Im Jahre 2007 wurde von zwei Mönchen des Dair Mar Musa auch das etwa 50 km nördlich bei dem Ort Karjatain liegende Kloster Dair Mar Elian wiederbelebt.